# Jan Westerberg
Jan Carl Stensson Westerberg, född 26 augusti 1917 i Nässjö församling i Jönköpings län, död 29 november 1994 i Sankt Matteus församling i Stockholm, var en svensk ingenjör.
Jan Westerberg var son till direktören Sten Westerberg och Britta Bernhardt. Efter studentexamen gick han på Kungliga Tekniska Högskolan (KTH) där han avlade civilingenjörsexamen 1943. Han var från 1957 ingenjör vid Svenska Jästfabriks AB som senare blev AB Fannyudde.
Westerberg var 1943–1949 gift med Ellen Rasch (1920–2015), 1949–1965 med Inga-Britt Möller (1922–2007), 1967–1978 med Birgitta Engman (född 1940) och från 1989 med Clary Frisk (född 1937). Han fick fyra barn: Jan (född 1949), Claes (1951–1973), Robert "Bobbie" (född 1967) och Anna (född 1970).
Han är begravd i familjegrav på Ingarö kyrkogård.